# جیمز اس. وازوورث
جیمز اس. وازوورث (انگلیسی: James S. Wadsworth; ۳۰ اکتبر ۱۸۰۷ – ۸ مهٔ ۱۸۶۴) فرد نظامی اهل ایالات متحده آمریکا بود.